# Meteorologiåret 1986

## Händelser

### Januari
- 1 januari - I Halland, Sverige faller upp till 50 centimeter nysnö, följd av trafikkaos och strömavbrott [1].
- 6 januari - Den tredje vinterstormen på tre dagar rasar i New Brunswick, Kanada [2].

### Mars
- 29 mars – Rekordvärme med juli-lika temperaturer råder i Minnesota, USA [3].

### April
- 14 april - 1,25 kilo hagel faller över Gopalganjdistrictet, Bangladesh vilket är de största hagelfallen någonsin .[4]

### Augusti
- Augusti
  - En mängd på 356 nederbörd faller över Åsnorrbodarna, Sverige vilket innebär svenskt månadsnederbörd för månaden [5].
  - En månadsmängd på 268 millimeter nederbörd uppmäts i Ulvsjön, Sverige [6].
- 30 augusti – Ett tidigt snöfall inträffar i nordvästra Västerbotten, Sverige vilket innebär snödjupsrekord för Västerbotten [7].

### September
- September-oktober - Sverige upplever så kallad brittsommar [8].

### Oktober
- 2 oktober - En tromb drar fram över Norrland, Sverige [9].

### November
- November
  - Med 919 millimeter över Haukeland, Norge noteras norskt månadsnederbördsrekord för månaden [10].
  - Sverige upplever en novembermånad som är mildare än vanligt, med höga rekordtempeaturer på platser som Uppsala och Singö.[11]
- 13 november – Sjöarna i Minnesota, USA har frusit så långt söderut om Wionna.[12]

### December
- December - Ymmiga snöfall slår till mot södra och östra Sverige på julen [13].

### Okänt datum
- I Sverige drabbas Dalarna och Hälsingland av höstflöde och översvämningar [14].
- SVT börjar övergå till den nya tekniken chroma-key för väderpresentationen [15].
- Torne älv i Sverige drabbas av svår islossning [16].

## Avlidna
- 19 april – Adrian Gill, australisk meteorolog och oceanograf.

### Fotnoter
1. ↑  ”SMHI”. https://www.smhi.se/kunskapsbanken/meteorologi/omfattande-snofall/snofallet-i-vastra-gotaland-vid-nyar-1985-86-1.130782. Läst 12 augusti 2023.
2. ↑  ”Dan, Dan the Weatherman's Canadian Weather Trivia Page”. Arkiverad från originalet den 9 september 2013. https://web.archive.org/web/20130909001246/http://www.dandantheweatherman.com/cantriv.html. Läst 23 februari 2011.
3. ↑  ”Arkiverade kopian”. Arkiverad från originalet den 11 juni 2014. https://web.archive.org/web/20140611100013/http://climate.umn.edu/pdf/day_in_weather_history/march_wx_history.pdf. Läst 26 januari 2015.
4. ↑  ”Appendix I – Weather Extremes”. San Diego, California: National Weather Service. Arkiverad från originalet den 28 maj 2008. https://web.archive.org/web/20080528065516/http://www.wrh.noaa.gov/sgx/research/Guide/weatherextremes.pdf. Läst 1 juni 2010.
5. ↑  SMHI Arkiverad 26 augusti 2010 hämtat från the Wayback Machine.
6. ↑  SMHI
7. ↑  ”SMHI”. Arkiverad från originalet den 9 september 2010. https://web.archive.org/web/20100909030220/http://www.smhi.se/kunskapsbanken/meteorologi/vasterbottens-klimat-1.5004. Läst 5 februari 2011.
8. ↑  SMHI
9. ↑  ”SMHI”. Arkiverad från originalet den 9 maj 2011. https://web.archive.org/web/20110509071129/http://www.smhi.se/kunskapsbanken/meteorologi/tromber-1.3875. Läst 15 februari 2011.
10. ↑  MET
11. ↑   Horisont 1997. Bertmarks
12. ↑  ”Arkiverade kopian”. Arkiverad från originalet den 16 juli 2010. https://web.archive.org/web/20100716104924/http://www.climate.umn.edu/pdf/day_in_weather_history/november_wx_history.pdf. Läst 16 februari 2011.
13. ↑  John Pohlmans blogg 23 december 2010 - Julhelger, en tillbakablick Arkiverad 26 december 2010 hämtat från the Wayback Machine.
14. ↑  ”SMHI”. Arkiverad från originalet den 15 november 2012. https://web.archive.org/web/20121115093250/http://www.smhi.se/kunskapsbanken/hydrologi/1986-varflode-i-dalarna-och-halsingland-1.12787. Läst 6 februari 2011.
15. ↑  John Pohlmans blogg 21 november 2010 - TV-väder historik del 9 Arkiverad 15 december 2010 hämtat från the Wayback Machine.
16. ↑  SMHI